# 킬케니 (맥주)

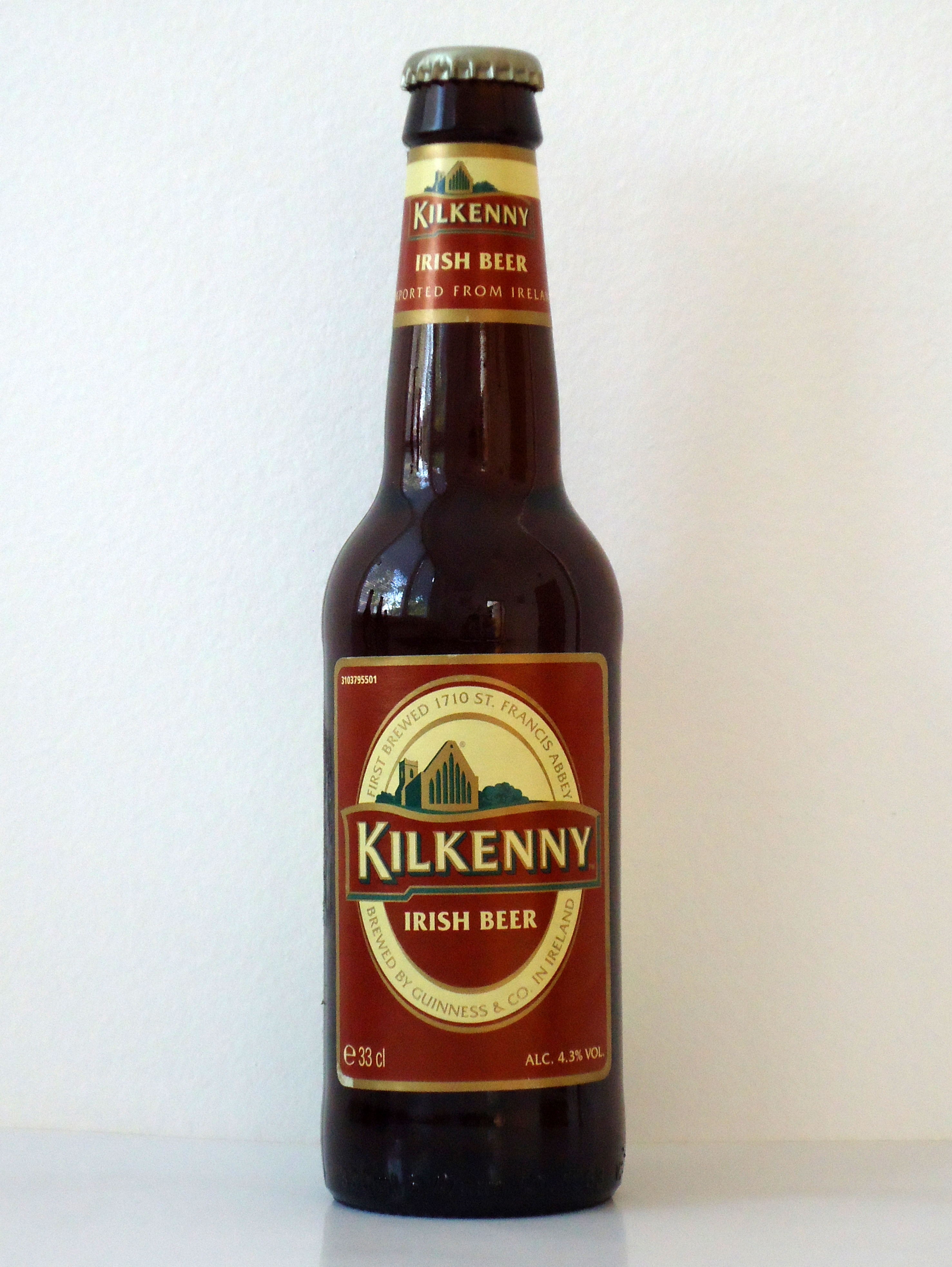
레프 블론드

킬케니(Kilkenny)는 기네스의 맥주 브랜드이다.  강한 맥아향의 아이리쉬 크림 에일이다.